# Бланшар, Пьер (писатель)
Пьер Бланшар (фр. Pierre Blanchar, псевдоним — фр. Platon Blanchard, в России был известен также как Пётр Бланшард, 29 декабря 1772 года, Даммартен (Сен-э-Марн) — 1856, Анже) — французский писатель для юношества, издатель, переводчик, иллюстратор, книгопродавец. Из ЭСБЕ: «Из имевших наибольший успех его сочинений для юношества назовем: „Petite bibliothèque des enfants“, „La Buffon de la jeunesse“ (4 тома), „La mythologie“, „Le voyageur“ (6 том.), „Les délassements de l’enfance“ (2 тома), „Petit voyage autour du monde“, „Le trésor des enfants“ и другие, вышедшие многочисленными изданиями».
Им создано более 270 произведений, выпущенных более чем 440 изданиями в переводах на десять языков. С 1802 по 1858 г. на русском языке было издано более тридцати названий книг Бланшара (не считая переизданий). Несколько изданий выдержал совместный труд П. Бланшара и Ф. Пропиака «Плутарх для прекрасного пола, или Жизнеописание великих и славных жен всех наций древних и новых времен» в шести томах (первое издание 1816—1819).

## Биография
Родился в 1772 году. В 1793 году появились первые сочинения: Catéchisme de la nature ou Religion et morale naturelles и Félix et Pauline, ou le Tombeau au pied du Mont-Jura. В 1800—1801 годах открыл заведение для молодых людей в Париже. В 1808 году открыл книжную торговлю, чтобы продавать свои собственные образовательные книги которую вел до 1832 г. Позднее основал институты «Elysée des enfants», перешедший в 1840 г. к его сыну.
В 1802 г. в Москве вышли на русском языке три его романа: «Гервей, или Хижина престарелого корабельщика», «Дети природы» и «Филет. Пастушеский роман».
В 1808 г. опубликован «Плутарх для юношества…» — «сочинение, могущее возвысить душу молодых людей и украсить их сердце добродетелями» в восьми, затем в пяти томах, позже в десяти и двенадцати частях. Всего в 1808—1823 годах вышло четыре издания, украшенные гравированными портретами древних и новых героев. Со второго издания появились «жизнеописания знаменитых россиян, бывших как в древние, так и в новейшие времена». Вышедшее в 1814 году в Санкт-Петербурге издание «Плутарх для юношества, или Жития славных мужей всех народов от древнейших времен и доныне с гравированными их портретами. Сочинение, могущее возвысить душу молодого человека и украсить сердце его добродетелями, изданное Петром Бланшардом» (СПб., 1814) читал будущий великий поэт Александр Сергеевич Пушкин
В 1834 г. московский типограф и издатель М. П. Пономарёв опубликовал Бланшаровские «Краткие уроки для детей, от пяти до десяти лет, с присовокуплением маленьких сказок». Переводчик в предисловии отмечал, что «много издано книг для детского чтения; но большою частию или для одного мгновенного занятия, или уже помещенные в них материи слишком отдалены от их понятий, и затем весьма мало таких, которые бы были вместе полезны, нравоучительны и свойственны детскому рассудку. Предлагаемую здесь книжку можно рекомендовать родителям, наставникам в том, что время и упражнения, проведенные за нею, не могут быть бесполезны. Картины же приохотят их к большему занятию и приучат правильно изъяснять свои мысли»
Писал до своей кончины в 1856 году в Анже, столице исторической области Анжу. Последнее сочинение, 1856 года, — Récréations utiles, ou Récits d’un voyageur offrant des détails instructifs et curieux sur l’Afrique, les produits de son sol et les mœurs et usages des peuples de cette partie du monde (буквально Полезные развлечения или рассказы путешественника, предлагающие поучительные и любопытные подробности об Африке, продуктах её почвы, а также о нравах и обычаях народов этой части света).

## Сочинения
- Catéchisme de la nature ou Religion et morale naturelles, 1793
- Félix et Pauline, ou le Tombeau au pied du Mont-Jura, 1793
- Le Rêveur sentimental, 1795
- Félicie de Vilmard, 3 vol, 1797
- Rose, ou la Bergère des bords du Morin, suivie de la Chaumière du vieux marin, 1797
- Richardet, ou le Jeune Aventurier, drame en 4 actes, en prose, à grand spectacle, 1800
- Mythologie de la jeunesse, ouvrage élémentaire, par demandes et par réponses, 1801
- Le Buffon de la jeunesse, ou Abrégé de l’histoire des trois règnes de la nature, ouvrage élémentaire, 1802
- Le Plutarque de la jeunesse, ou Abrégé des vies des plus grands hommes de toutes les nations, 4 vol, 1804
- Amusements de l’adolescence, ou Lectures agréables et instructives, à l’usage des deux sexes, 1808
- Beautés de l’histoire de France, ou Époques intéressantes, traits remarquables… depuis la fondation jusqu'à la fin de la monarchie, 1810
- Modèles des enfans, ou Traits d’humanité, de piété filiale, d’amour fraternel, 1811
- Le Voyageur de la jeunesse dans les quatre parties du monde, 6 vol, 1804; 2e édition, revue et augmentée, 1804; 5e éd. 1818
- Les accidens de l’enfance, 1813
- Premières Connaissances à l’usage des enfants qui commencent à lire, 1813
- Vies des hommes célèbres de toutes les nations, ouvrage élémentaire faisant suite au Plutarque de la jeunesse, 1805
- Fayel et Gabrielle de Vergy, avec Henri Franconi, 1820
- Путь к благонравию, или Нравоучительные примеры в пользу и удовольствие детей, Петром Бланшардом предложенные в новейших повестях на российском и французском языках. Н. В. М.: Тип. А. Семена, 1821. X, 11-311, [5] с., 6 л. ил. 17,5х10,6 см.
- Mélanges d’histoire et de littérature. Lectures morales et amusantes pour la jeunesse, 1823
- Le Voyageur anglais autour du monde habitable, nouvelle méthode amusante et instructive pour étudier la géographie, 1826
- L'Ésope des enfans, ou Fables nouvelles en prose composées pour l’instruction morale de l’enfance. Livre de lecture pour le premier âge, 1827
- Premières Leçons d’histoire de France, ou Précis de cette histoire, depuis l’origine de la monarchie jusqu’au règne de Charles X, à l’usage de la jeunesse, 1830
- Le Nouvelliste de la jeunesse, 3 vol, 1832
- Le naufrage ou L’ile déserte, 1834
- Краткие уроки для детей, от пяти до десяти лет, с присовокуплением маленьких сказок. Сочинение Петра Бланшарда. Перевод с французского. М.: В Типографии М. Пономарева, 1834. 160 с., 12 л. ил. 11,8х10,4 см.
- Le nouvelliste de la jeunesse, 1837
- Edmund, récit du XVe siècle, imité de l’anglais, 1842
- A mes Enfants, ou les Fruits du bon exemple, historiettes morales, instructives et amusantes, racontées à la promenade, 1844
- Les Promenades de Fénelon dédiées à la jeunesse des deux sexes, 1846
- Récréations utiles, ou Récits d’un voyageur offrant des détails instructifs et curieux sur l’Afrique, les produits de son sol et les mœurs et usages des peuples de cette partie du monde, 1856

## Публикации на русском языке
- Сокровище для детей, или Бесценный подарок милым малюткам на новый 1810 год — М., 1810.
- Плутарх для юношей, или Жизнь великих людей всех наций, от самых отдаленных, до наших времен — СПб., 1808-1812.
- Сокровище для детей, или Бесценный подарок милым малюткам на новый 1811 год — М., 1811.
- Детское сокровище: содержащее три части, I. нравственность, II. добродетель, III. учтивость — СПб., 1812.
- Плутарх для юношества, или Жития славных мужей всех народов, от древнейших времен доныне  — М., 1814.
  - Том первый
  - Том третий
  - Часть пятая
  - Часть шестая
  - Часть девятая
  - Часть десятая
- Бюффон для юношества, или Сокращенная история трех царств природы — М., 1814.
- Детское утешение, или, Полезное и приятное чтение — М., 1814.
  - Книжка I
  - Книжка II
- Новейшая детская библиотека — М., 1815.
- Плутарх для молодых девиц, или Краткие жизнеописания славных жен с объяснительными уроками о их деяниях и творениях — М., 1816.
  - Часть первая
  - Часть вторая
  - Часть третья
  - Часть четвертая
- Плутарх для прекрасного пола, или, Жизнеописания великих и славных жен всех наций, древних и новых времен — М., 1816.
  - Часть I
  - Часть II
  - Часть III
  - Часть IV
- Путешественник по всем частям света для юношества — СПб., 1820.
  - Часть I
- Путь к благонравию, или Нравоучительные примеры — М., 1821.
- Плутарх для юношества, или Жития славных мужей всех народов. От древнейших времен доныне — М., 1821-1823.
  - Часть первая
  - Часть вторая
  - Часть третья
  - Часть четвертая
  - Часть пятая
  - Часть шестая
  - Часть седьмая
  - Часть восьмая
  - Часть девятая
  - Часть десятая
  - Часть одиннадцатая
  - Часть двенадцатая
- Феликс и Полина или Гроб при подошве горы-Юры — М., 1829.
  - Часть первая
- Добрые примеры детям моим, или Нравоучительные и любопытные басни, повести и сказки, рассказанныя детям во время прогулки — СПб., 1854.